# بلاین-گنشمار
بلاین-گنشمار (به آلمانی: Bleyen-Genschmar) یک شهر در آلمان است که در مرکیش-اودرلند واقع شده‌است. بلاین-گنشمار ۵۶۰ نفر جمعیت دارد.